# Moteur Energy
 (novembre 2022).
Le moteur Energy connu également sous le code « moteur E » ou « bloc E » (E pour Energy), est un moteur thermique automobile à combustion interne, essence à quatre temps, avec quatre cylindres en ligne chemisés, bloc en fonte, refroidi par eau, doté d'un vilebrequin cinq paliers, avec arbre à cames en tête entraîné par une courroie de distribution crantée, avec une culasse en aluminium, huit soupapes en tête, développé et produit par Renault à la fin des années 1980, faisant son apparition sur la Renault 19.

## Histoire
À la fin des années 1980, le « moteur Cléon-Fonte » qui équipait encore les R4, Super 5, R9, R11, Express, etc., se faisait vieux par sa conception avec son arbre à cames latéral. Les marques concurrentes avaient pour la plupart opté pour des moteurs modernes avec arbres à cames en tête. Le moteur Cléon-Fonte était apparu en 1962 sur les Renault Floride S et Renault 8. Pour lancer la remplaçante des R9 et R11 qui sera la R19, Renault devait proposer une motorisation plus moderne. Renault va moderniser son vieux moteur Cléon-Fonte en le coiffant d'une toute nouvelle culasse hémisphérique avec un arbre à cames en tête, entraîné par une courroie de distribution crantée, ce qui donnera naissance au moteur Energy en 1988, sur la R19. Le sens de rotation de ce moteur est horaire (côté distribution), comme son prédécesseur. Ce nouveau moteur équipera également les Clio I, Clio II, Mégane I, Mégane Scénic I, Kangoo I et même des Express. 
Les premières versions étaient équipées d'un carburateur, remplacé par l'injection monopoint à partir du millésime 1993, puis enfin par l'injection multipoint en 1998. Par exemple sur le E7J 634 de la Clio II phase 1.
Le moteur Energy a également équipé la Renault 9 en Argentine, en Colombie et en Turquie. Mais en 1993, Renault en lançant la Renault Twingo sera obligé de réutiliser son moteur Cléon-fonte, car le moteur Energy de par sa conception avec sa culasse hémisphérique qui place l'échappement à l'avant de la culasse ne pouvait pas rentrer sous le capot de la petite Twingo. Le 1.2 Energy (type E7F) sera progressivement remplacé par le « moteur D » (type D7F) courant 1996 sur les Clio, à la suite des nouvelles normes de pollutions et de sa consommation élevée par rapport à la concurrence. Le moteur D7F remplacera en simultané le moteur 1.2 Energy sur les Clio et le moteur 1.2 Cléon-Fonte des Twingo. Quant au 1.4 Energy (type E7J) des Mégane I ou Clio II phase 1, il sera remplacé par le « moteur K » (type K7J) sur les Kangoo I phase 2, Logan I, Sandero I et Clio II phase 2.

## Modèles équipés de ce moteur
- Renault 19
- Renault Clio I
- Renault Clio II
- Renault Mégane I (et Mégane Scénic I)
- Renault Express
- Kangoo I
- Renault 9 (Argentine, Colombie, Turquie)
- Dacia SupeRNova
- Dacia Solenza

## Caractéristiques
Selon le manuel d'atelier Renault pour le « moteur E » (édition française).
| Type       | Production | Architecture         | Alésage | Course  | Cylindrée         | Puissance                    | Couple                 |
| ---------- | ---------- | -------------------- | ------- | ------- | ----------------- | ---------------------------- | ---------------------- |
| Moteur E5F | -          | 4 cylindres en ligne | 75,8 mm | 64,9 mm | 1 171 cm3 (1,2 L) | 44 kW (60 ch) à 5 400 tr/min | 85 N m à 3 500 tr/min  |
| Moteur E7F | -          | 4 cylindres en ligne | 75,8 mm | 64,9 mm | 1 171 cm3 (1,2 L) | 44 kW (60 ch) à 5 400 tr/min | 85 N m à 3 500 tr/min  |
| Moteur E6J | -          | 4 cylindres en ligne | 75,8 mm | 77 mm   | 1 390 cm3 (1,4 L) | 59 kW (80 ch) à 6 000 tr/min | 107 N m à 4 000 tr/min |
| Moteur E7J | -          | 4 cylindres en ligne | 75,8 mm | 77 mm   | 1 390 cm3 (1,4 L) | 59 kW (80 ch) à 6 000 tr/min | 107 N m à 4 000 tr/min |

## Évolution
Le moteur Energy évoluera pour devenir le « moteur K » qui fera son apparition sur la Mégane I. La principale modification du moteur K est opérée au niveau de l'usinage des cylindres, puisque ce moteur n'a plus de chemises amovibles. La culasse du moteur Energy est conservée sur les versions huit soupapes essence. Le moteur K sera développé également en versions seize soupapes et sera aussi décliné en version diesel (moteur K9K, 1.5 dCi).